# Nationalparks in Thailand

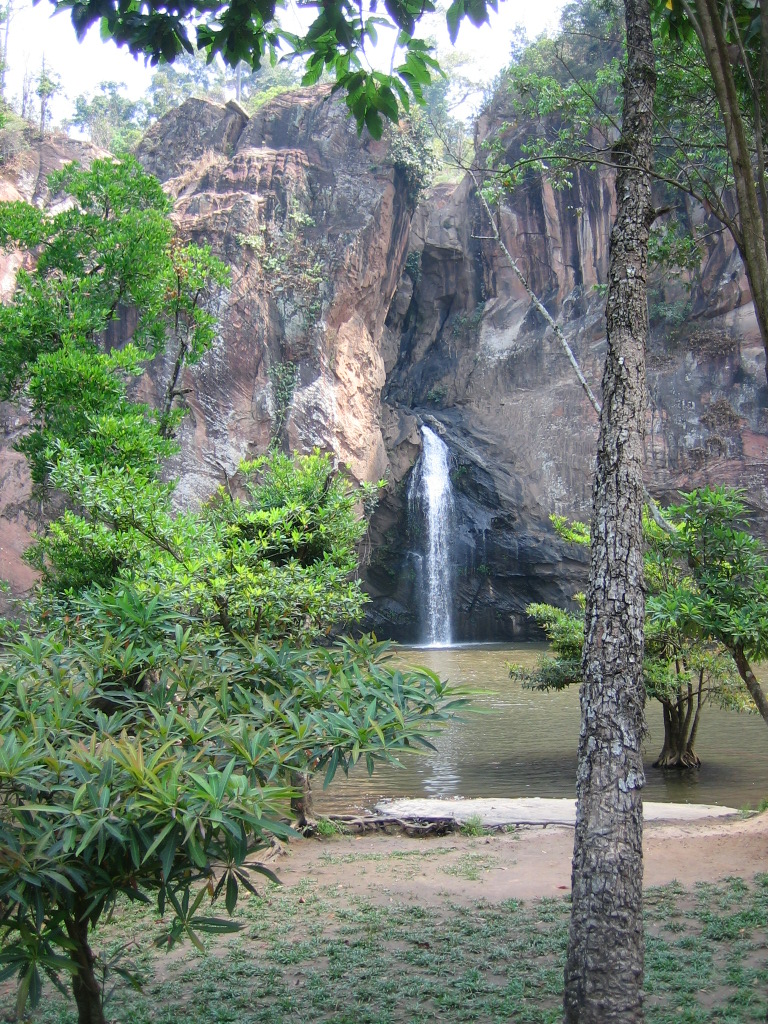
Chattrakan-Nationalpark, Phitsanulok

Nationalparks in Thailand werden von der der thailändischen Forstverwaltung, dem Royal Forest Department, verwaltet. Die meisten Parks erfüllen die Kriterien der IUCN für Nationalparks. Oft werden jedoch auch die Waldparks (วนอุทยานใน) fälschlicherweise als Nationalparks bezeichnet. Die Marine National Parks (MNP) stellen eine eigene Schutzklasse dar – wenn auch manche der Gebiete in beiden Kategorien geführt werden: Die NPs werden vom Royal Forest Department verwaltet, die MNPs von der Marine National Park Division, einer Teilorganisation, die speziell für den Meeresschutz gegründet wurde.

## Geschichte
Im Jahr 2006 gab es 103 Nationalparks mit einer Gesamtfläche von 52.782,20 km² (rund 33 Mio. Rai). und 45 weitere Parks hatten einen unterschiedlichen Status auf dem Weg zur Deklaration als Nationalpark mit einer Gesamtfläche von 25.862 km². Bis Ende 2009 waren zu den 103 offiziellen Nationalparks 19 weitere hinzugekommen, somit waren es 122 offizielle Nationalparks und 26 weitere Parks, die noch einen anderen Status hatten. Im Jahr 2016 waren es bereits 129 Nationalparks, die sich über eine Gesamtfläche von 62.462,74 km² erstreckten. Im Jahr 2020 gab es insgesamt 133 Nationalparks mit einer Gesamtfläche von 63.532,49 km² (39,7 Mio. Rai).

## Nationalparks nach Region
Die Zuordnung der Parks zu den jeweiligen Regionen erfolgt anhand der amtlichen Statistik.

### Nationalparks im Norden

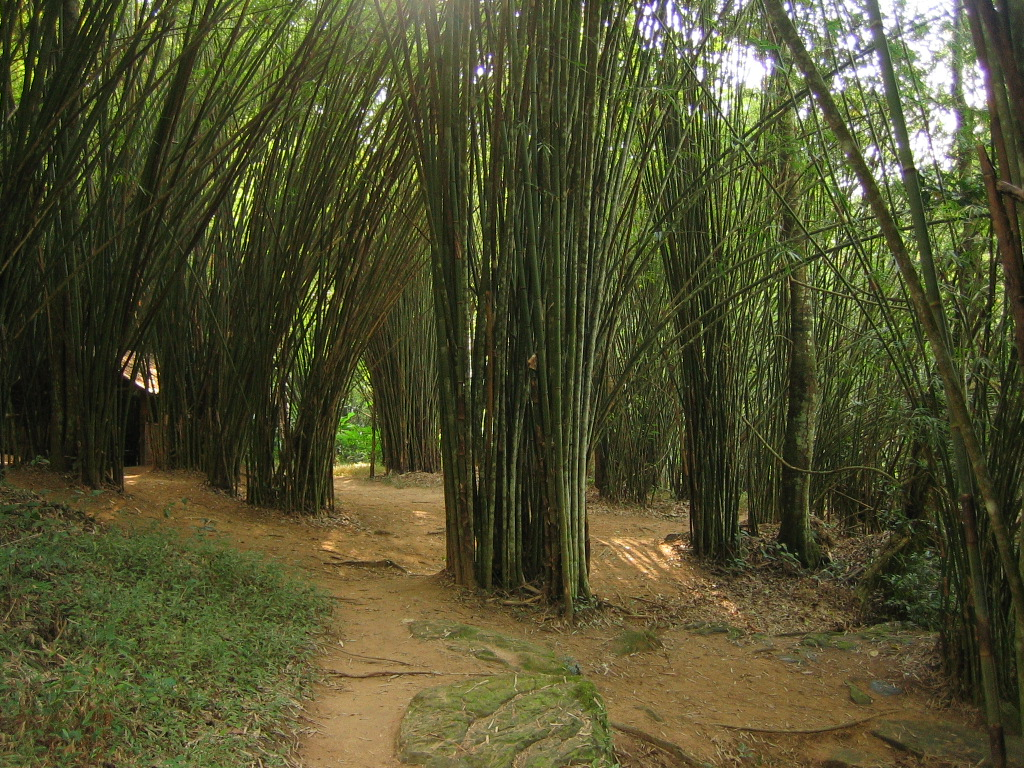
Nam-Nao-Nationalpark, Phetchabun, Chaiyaphum

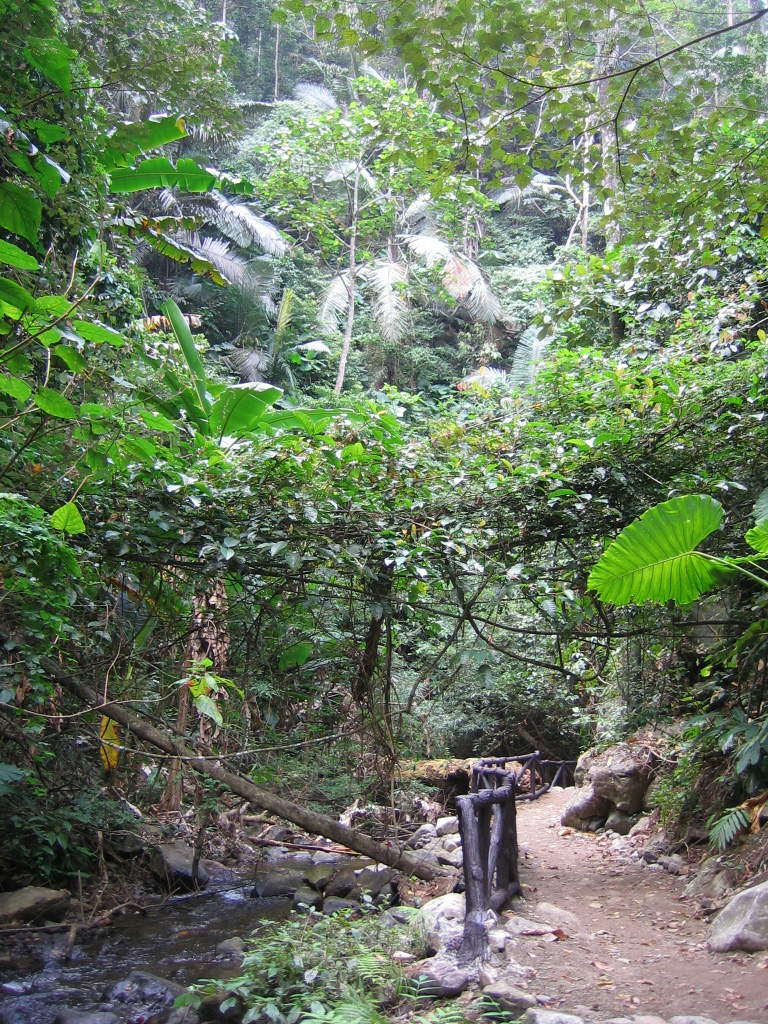
Tat-Mok-Nationalpark, Phetchabun

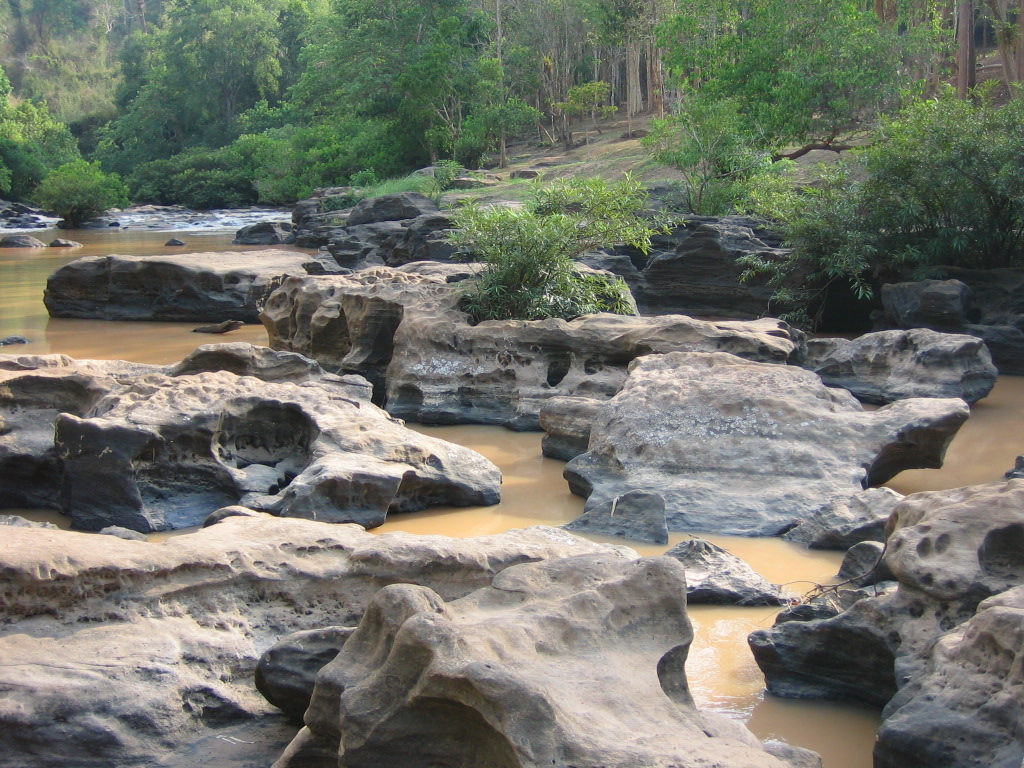
Thung-Salaeng-Luang-Nationalpark, Phitsanulok, Phetchabun

Im Norden Thailands befinden sich mit 50 Nationalparks und einer Gesamtfläche von etwa 28 Tsd. km² die meisten Nationalparks in Thailand. Der größte Nationalpark in Nordthailand ist der Nationalpark Doi Phu Kha mit einer Fläche von 1.704 km².
| Nr. | Name                                    | Fläche       | Provinz                      |
| --- | --------------------------------------- | ------------ | ---------------------------- |
| 1   | Khlong Lan                              | 300 km²      | Kamphaeng Phet               |
| 2   | Khlong Wang Chao                        | 747 km²      | Kamphaeng Phet, Tak          |
| 3   | Mae Wong                                | 894,00 km²   | Kamphaeng Phet, Nakhon Sawan |
| 4   | Khun Chae                               | 270 km²      | Chiang Rai                   |
| 5   | Phu Sang                                | 284,88 km²   | Chiang Rai, Phayao           |
| 6   | Mae Puem                                | 350,83 km²   | Chiang Rai, Phayao           |
| 7   | Doi Luang                               | 1.169,48 km² | Chiang Rai, Phayao, Lampang  |
| 8   | Doi Phu Nang                            | 859,88 km²   | Phayao                       |
| 9   | Doi Inthanon                            | 481,89 km²   | Chiang Mai                   |
| 10  | Doi Suthep-Pui                          | 257,30 km²   | Chiang Mai                   |
| 11  | Nationalpark Si Lanna                   | 1.405,69 km² | Chiang Mai                   |
| 12  | Nationalpark Ob Luang                   | 553 km²      | Chiang Mai                   |
| 13  | Doi Phahompok                           | 524 km²      | Chiang Mai                   |
| 14  | Nationalpark Pha Daeng (Chiang Dao)     | 1.123,34 km² | Chiang Mai                   |
| 15  | Nationalpark Mae Wang                   | 119,63 km²   | Chiang Mai                   |
| 16  | Nationalpark Khun Khan                  | 207,93 km²   | Chiang Mai                   |
| 17  | Huai Nam Dang                           | 1.252,12 km² | Chiang Mai, Mae Hong Son     |
| 18  | Nationalpark Mae Takhrai                | 354,31 km²   | Chiang Mai, Lamphun          |
| 19  | Nationalpark Mae Ping                   | 1.003,75 km² | Chiang Mai, Lamphun, Tak     |
| 20  | Nationalpark Lan Sang                   | 104 km²      | Tak                          |
| 21  | Nationalpark Taksin Maharat             | 149 km²      | Tak                          |
| 22  | Nationalpark Mae Moei                   | 185,28 km²   | Tak                          |
| 23  | Nationalpark Khun Pha War               | 396,73 km²   | Tak                          |
| 24  | Doi Phu Kha                             | 1.704,00 km² | Nan                          |
| 25  | Nationalpark Si Nan                     | 1024,38 km²  | Nan                          |
| 26  | Nationalpark Mae Charim                 | 432 km²      | Nan                          |
| 27  | Nationalpark Khun Nan                   | 246,37 km²   | Nan                          |
| 28  | Nationalpark Tham Sa Koen               | 249,90 km²   | Nan, Phayao                  |
| 29  | Nationalpark Khun Sathan                | 342,49 km²   | Nan, Uttaradit               |
| 30  | Nationalpark Namtok Chat Trakan         | 543 km²      | Phitsanulok                  |
| 31  | Nationalpark Thung Salaeng Luang        | 1262,40 km²  | Phitsanulok, Phetchabun      |
| 32  | Nationalpark Phu Hin Rong Kla           | 307 km²      | Phitsanulok, Loei            |
| 33  | Nationalpark Phu Soi Dao                | 340,21 km²   | Phitsanulok, Uttaradit       |
| 34  | Nationalpark Khao Kho                   | 482,72 km²   | Phetchabun                   |
| 35  | Nationalpark Tat Mok                    | 290 km²      | Phetchabun                   |
| 36  | Nationalpark Nam Nao                    | 966 km²      | Phetchabun, Chaiyaphum       |
| 37  | Doi Pha Klong                           | 188,77 km²   | Phrae                        |
| 38  | Nationalpark Wiang Kosai                | 409,78 km²   | Phrae, Lampang               |
| 39  | Nationalpark Mae Yom                    | 454,75 km²   | Phrae, Lampang               |
| 40  | Nationalpark Lam Nam Nan                | 996,54 km²   | Phrae, Uttaradit             |
| 41  | Nationalpark Namtok Mae Surin           | 396,60 km²   | Mae Hong Son                 |
| 42  | Nationalpark Salawin                    | 721,52 km²   | Mae Hong Son                 |
| 43  | Nationalpark Tham Pla - Namtok Pha Suea | 630,59 km²   | Mae Hong Son                 |
| 44  | Chae Son (แจ้ซ้อน)                        | 768 km²      | Lampang                      |
| 45  | Mae Wa                                  | 582,68 km²   | Lampang, Tak                 |
| 46  | Doi Khun Tan                            | 255,29 km²   | Lamphun, Lampang             |
| 47  | Doi Chong                               | 336,32 km²   | Lamphun, Lampang             |
| 48  | Ramkhamhaeng                            | 341 km²      | Sukhothai                    |
| 49  | Si Satchanalai                          | 231,20 km²   | Sukhothai                    |
| 50  | Khlong Tron                             | 518,79 km²   | Uttaradit                    |

### Nationalparks im Nordosten
Im Nordosten Thailands befinden sich 23 Nationalparks und einer Gesamtfläche von 10.477,45 km². Der größte Nationalpark in Nordostthailand ist der Nationalpark Thap Lan mit einer Fläche von 2.235,80 km². Ein weiterer großer und bekannter Nationalpark im Nordosten ist der Khao Yai.
| Nr. | Name                                 | Fläche       | Provinz                                                 |
| --- | ------------------------------------ | ------------ | ------------------------------------------------------- |
| 1   | Phu Wiang – Khon Kaen                | 325 km²      | Khon Kaen                                               |
| 2   | Nam Phong                            | 197,00 km²   | Khon Kaen, Chaiyaphum                                   |
| 3   | Nationalpark Phu Pha Man             | 350 km²      | Khon Kaen, Loei                                         |
| 4   | Nationalpark Tat Ton                 | 217,18 km²   | Chaiyaphum                                              |
| 5   | Nationalpark Sai Thong               | 319 km²      | Chaiyaphum                                              |
| 6   | Nationalpark Pa Hin Ngam             | 99 km²       | Chaiyaphum                                              |
| 7   | Nationalpark Phu Laen Kha            | 200,50 km²   | Chaiyaphum                                              |
| 8   | Thap Lan                             | 2.235,80 km² | Nakhon Ratchasima, Prachin Buri                         |
| 9   | Khao Yai                             | 2.165,55 km² | Nakhon Nayok, Nakhon Ratchasima, Saraburi, Prachin Buri |
| 10  | Nationalpark Phu Pha Thep (Mukdahan) | 48,39 km²    | Mukdahan                                                |
| 11  | Phu Kradueng                         | 348,12 km²   | Loei                                                    |
| 12  | Nationalpark Phu Ruea                | 120,84 km²   | Loei                                                    |
| 13  | Nationalpark Phu Suan Sai (Na Haeo)  | 117,16 km²   | Loei                                                    |
| 14  | Phu Phan                             | 664,70 km²   | Sakon Nakhon, Kalasin                                   |
| 15  | Phu Pha Yon                          | 828,56 km²   | Sakon Nakhon, Nakhon Phanom, Mukdahan                   |
| 16  | Phu Pha Lek                          | 404,38 km²   | Sakon Nakhon, Udon Thani, Kalasin                       |
| 17  | Nationalpark Phu Lanka               | 50 km²       | Bueng Kan, Nakhon Phanom                                |
| 18  | Phu Kao - Phu Phan Kham              | 318,36 km²   | Khon Kaen                                               |
| 19  | Nationalpark Phu Sa Dok Bua          | 231 km²      | Mukdahan, Amnat Charoen, Yasothon                       |
| 20  | Nationalpark Kaeng Tana              | 80 km²       | Ubon Ratchathani                                        |
| 21  | Phu Chong - Na Yoi                   | 686 km²      | Ubon Ratchathani                                        |
| 22  | Pha Taem                             | 340 km²      | Ubon Ratchathani                                        |
| 23  | Khao Phra Wihan                      | 130 km²      | Ubon Ratchathani                                        |

### Nationalparks im Osten
Im Osten Thailands befinden sich neun Nationalparks mit einer Gesamtfläche von 2.811,38 km². Der größte Nationalpark in Osten ist der Nationalpark Pang Sida mit einer Fläche von 844 km². Der Nationalpark Mu Ko Chang in Trat ist mit 650 km² der zweitgrößte Nationalpark im Osten.
| Nr. | Name                                    | Fläche     | Provinz              |
| --- | --------------------------------------- | ---------- | -------------------- |
| 1   | Nationalpark Namtok Phlew               | 134,5 km²  | Chanthaburi          |
| 2   | Khao Khitchakut                         | 58,31 km²  | Chanthaburi          |
| 3   | Nationalpark Khao Sip Ha Chan           | 117,97 km² | Chanthaburi          |
| 4   | Mu Ko Chang                             | 650 km²    | Trat                 |
| 5   | Nationalpark Namtok Khlong Kaeo         | 197,92 km² | Trat                 |
| 6   | Nationalpark Khao Laem Ya - Mu Ko Samet | 131 km²    | Rayong               |
| 7   | Khao Chamao - Khao Wong                 | 83,68 km²  | Rayong, Chanthaburi  |
| 8   | Nationalpark Ta Phraya                  | 594 km²    | Sa Kaeo, Buri Ram    |
| 9   | Nationalpark Pang Sida                  | 844 km²    | Sa Kaeo, Prachinburi |

### Nationalparks in der Zentralregion
In Zentralthailand befinden sich 16 Nationalparks mit einer Gesamtfläche von 10.959,60 km². Der Kaeng Krachan Nationalpark ist mit 2914,70 km² der größte Park in der Zentralregion, er erstreckt sich über die  Provinzen Phetchaburi, Prachuap  Khiri Khan.
| Nr. | Name                                           | Fläche       | Provinz                          |
| --- | ---------------------------------------------- | ------------ | -------------------------------- |
| 1   | Erawan                                         | 549,98 km²   | Kanchanaburi                     |
| 2   | Chaloem Rattanakosin                           | 59 km²       | Kanchanaburi                     |
| 3   | Sai Yok                                        | 500 km²      | Kanchanaburi                     |
| 4   | Khuean Srinagarindra                           | 1.532,00 km² | Kanchanaburi                     |
| 5   | Khao Laem                                      | 1.496,93 km² | Kanchanaburi                     |
| 6   | Nationalpark Thong Pha Phum                    | 1.235,54 km² | Kanchanaburi                     |
| 7   | Nationalpark Lam Khlong Ngu                    | 672,60 km²   | Kanchanaburi                     |
| 8   | Nationalpark Namtok Huai Yang                  | 161 km²      | Prachuap Khiri Khan              |
| 9   | Nationalpark Hat Wanakon                       | 38 km²       | Prachuap Khiri Khan              |
| 10  | Nationalpark Khao Sam Roi Yot                  | 98,08 km²    | Prachuap Khiri Khan              |
| 11  | Kui Buri                                       | 969 km²      | Prachuap Khiri Khan              |
| 12  | Nationalpark Chaloem Phra Kiat Thai Prachan    | 328,74 km²   | Ratchaburi                       |
| 13  | Nationalpark Kaeng Krachan                     | 2.914,70 km² | Phetchaburi, Prachuap Khiri Khan |
| 14  | Nationalpark Namtok Sam Lun (Phra Phutthachai) | 44,57 km²    | Saraburi                         |
| 15  | Nationalpark Namtok Chet Sao Noi               | 41,98 km²    | Saraburi, Nakhon Ratchasima      |
| 16  | Nationalpark Phu Toei                          | 317,48 km²   | Suphan Buri                      |

### Nationalparks im Süden
In Südthailand erstrecken sich 35 Nationalpark mit einer Gesamtfläche von 11.285,71 km². Der Nationalpark Tarutao ist mit 1.490 km² der größte Nationalpark im Süden und befindet sich in der Provinz Satun.
1. Ao Phang Nga - Phang Nga – auch MNP Nr.5, Ramsar Nr. 1185
2. Bang Lang – Yala
3. Budo Su-ngai Padi – Narathiwat, Pattani, Yala*
4. Hat Chao Mai – Trang
5. Hat Khanom-Mu Ko Thale Tai – Nakhon Si Thammarat
6. Hat Noppharat Thara-Mu Ko Phi Phi – Krabi
7. Kaeng Krung – Surat Thani
8. Khao Lak-Lam Ru – Phang Nga
9. Khao Lampi-Hat Thai Mueang – Phang Nga
10. Khao Luang – Nakhon Si Thammarat
11. Khao Nam Khang – Songkhla
12. Khao Nan – Nakhon Si Thammarat
13. Khao Phanom Bencha – Krabi
14. Khao Pu - Khao Ya – Trang, Phatthalung, Nakhon Si Thammarat
15. Khao Sok – Surat Thani
16. Khlong Phanom – Surat Thani
17. Laemson – Ranong
18. Lam Nam Kraburi – Ranong
19. Mu Ko Ang Thong – Surat Thani
20. Mu Ko Chumphon – Chumphon
21. Mu Ko Lanta – Krabi
22. Mu Ko Phetra – Satun
23. Mu Ko Ranong – Ranong, Ngao
24. Mu Ko Similan – Phang Nga
25. Mu Ko Surin – Phang Nga
26. Namtok Ngao – Ranong, Chumphon
27. Namtok Sai Khao – Pattani
28. Namtok Si Khid – Nakhon Si Thammarat, Surat Thani
29. Namtok Yong – Nakhon Si Thammarat
30. Sirinat – Phuket
31. Sri Phang Nga – Phang Nga
32. Tai Rom Yen – Surat Thani
33. Tarutao – Satun
34. Thale Ban – Satun – auch MNP Nr.3
35. Than Bok Khorani – Krabi